# Głownia pszenicy
Głownia pszenicy (Ustilago tritici (Pers.) Rostr.) – gatunek grzybów z rodziny głowniowatych (Ustilaginaceae). Wywołuje chorobę pszenicy o nazwie głownia pyląca pszenicy.

## Systematyka i nazewnictwo
Pozycja w klasyfikacji według Index Fungorum: Ustilago, Ustilaginaceae, Ustilaginales, Ustilaginomycetidae, Ustilaginomycetes, Ustilaginomycotina, Basidiomycota, Fungi.
Po raz pierwszy takson ten zdiagnozowany został w 1801 r. przez Ch.H. Persoona jako Uredo segetum ß tritici. Obecną, uznaną przez Index Fungorum nazwę nadał mu w 1842 r. E. Rostrup, przenosząc go do rodzaju Ustilago.
Synonimy nazwy naukowej:

- Erysibe vera ß tritici (Pers.) Wallr. 1833
- Uredo segetum ß tritici Pers. 1801
- Uredo tritici (Pers.) Mussat 1900
- Ustilago ehrenbergiana A.A. Fisch. Waldh. 1879
- Ustilago schumanniana Henn. 1893
- Ustilago segetum var. tritici (Pers.) Brunaud 1878
- Ustilago tritici f. folicola Henn. 1894
- Ustilago tritici (Pers.) Rostr. 1890 f. tritici

## Cykl rozwojowy
Wytwarzane przez głownię pszenicy teliospory zakażają zdrowe kłosy pszenicy. Z kiełkujących teliospor wyrastają czterokomórkowe podstawki, nie powstają z nich jednak sporydia. Pomiędzy dwoma haploidalnymi komórkami tej samej podstawki lub sąsiednich podstawek dochodzi do plazmogamii i powstaje dwujądrowa komórka (dikarion). Wyrasta z niej strzępka, która wrasta do zalążni zdrowego kwiatu. Kwiat rozwija się pozornie normalnie, następuje jego  zapylenie, zapłodnienie i powstaje ziarniak, jednak w jego zarodku i w okolicach tarczki zarodkowej znajdują się strzępki patogena. Ziarno takie wygląda normalnie i optycznie nie można go odróżnić od ziarna zdrowego. Po jego wysianiu, podczas kiełkowania ziarniaków, strzępki patogena rosną wraz z pędem rośliny i poprzez łodygę dostają się na jego wierzchołek. W zawiązkach kłosków silnie rozrasta się grzybnia patogena niszcząc je. Zgrubiałe strzępki grzybni rozpadają się tworząc kuliste teliospory. Mają średnicę 5–9 μm i drobnobrodawkowatą powierzchnię. Nieco przed kiełkowaniem teliospor zachodzi w nich kariogamia, w wyniku czego z dikarionu powstaje diploidalna zygota. W czasie kiełkowania teliospor zachodzi w nich mejoza i znów powstają haploidalne komórki. Charakterystyczne jest oddalenie w czasie procesów plazmogamii i kariogamii.